# Anemonactis
Anemonactis is een geslacht van zeeanemonen uit de klasse van de Anthozoa (bloemdieren).

## Soorten
- Anemonactis clavus (Quoy & Gaimard, 1833)
- Anemonactis mazeli (Jourdan, 1880)